# Viktor Gyökeres
Viktor Einar Gyökeres ( PRONÚNCIA; Estocolmo, 4 de junho de 1998) é um futebolista sueco de ascendência húngara que atua como centroavante pelo Arsenal e pela Seleção Sueca.
Revelado pelo Brommapojkarna, da Suécia, estreou como profissional em 2015, e disputou mais de 50 partidas pelo clube antes de assinar pelo Brighton, em 2018. No futebol inglês, no entanto, oscilou e teve momentos de baixo desempenho. O centroavante não realizou nenhum jogo na Premier League e foi emprestado seguidas vezes, até se destacar pelo Coventry City, da Segunda Divisão Inglesa.
Após atuar em mais de 100 jogos e marcar 43 gols nas divisões inferiores da Inglaterra, Gyökeres foi contratado pelo Sporting, de Portugal, em 2021, clube pelo qual conquistou a Primeira Liga em duas temporadas e terminou como artilheiro da competição em ambas.
Gyökeres representou a Suécia nas Seleções de base, tendo sido um dos artilheiros da Euro Sub-19 de 2017. Estreou pela Seleção principal em 2019 e foi o artilheiro da Liga das Nações da UEFA de 2024–25, com nove gols.

## Carreira em clubes

### Brommapojkarna
Em 2013, Viktor Gyökeres assinou pelo Brommapojkarna, oriundo do IFK Aspudden-Tellus e inicialmente integrou a equipe Sub-17 do clube. Ao longo de dois anos, ascendeu pelos escalões jovens do clube, estreando pela equipe principal em 2015.
No dia 20 de agosto desse ano, marcou seus dois primeiros gols como profissional, numa vitória por 3–0 sobre o IF Sylvia, para a Taça da Suécia. No ano seguinte, tendo o clube descido de divisão na temporada anterior, Gyökeres balançou as redes sete vezes, ajudando o Brommapojkarna a garantir a promoção de volta à Superettan (2ª Divisão Sueca). Na temporada subsequente, marcou o gol da vitória contra o clube de 1ª divisão Elfsborg, nos quartos-de-final da Taça da Suécia. O Brommapojkarna acabou sendo eliminado nas semifinais, após uma derrota por 4–0 para o Norrköping.
Em 6 de setembro de 2017, contando já com 10 gols no campeonato nessa temporada, Gyökeres assinou um contrato de dois anos e meio pelo Brighton & Hove Albion, da Premier League, que entraria em vigor no final da Superettan.
Viktor terminou a temporada com um total de 13 gols em 29 partidas no campeonato, incluindo um hat-trick na última rodada, na qual o Brommapojkarna se sagrou campeão da 2ª Liga e garantiu a promoção ao Allsvenskan (1ª divisão Sueca).

### Brighton & Hove Albion

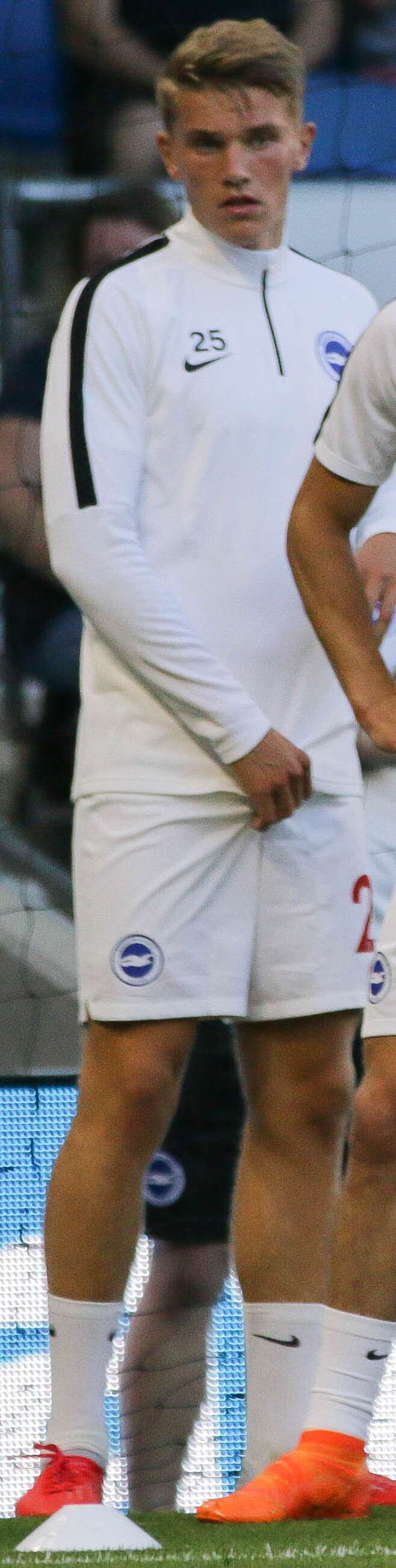
Gyökeres em 2018 pelo Brighton

Gyökeres tornou-se oficialmente jogador do Brighton em 1 de janeiro de 2018, treinando inicialmente com a equipe Sub-23 do clube.
Realizou sua estreia pela equipe principal no dia 28 de agosto, começando como titular numa derrota por 1–0 para o Southampton, válida pela Copa da Liga Inglesa. Este foi seu único jogo do sueco na temporada, já que ele se mudaria para Alemanha em julho de 2019 para um empréstimo.

#### Empréstimo ao St. Pauli
Em julho de 2019, Gyökeres foi emprestado ao St. Pauli, da 2. Bundesliga (segunda divisão alemã), para a temporada 2019–20.
Estreou pelo clube na 1ª rodada do campeonato, entrando como substituto num empate fora de casa por 1–1, contra o Arminia Bielefeld. Gyökeres marcou seu primeiro gol pelo St. Pauli em 29 de setembro — o segundo tento numa vitória em casa por 2–0 contra o SV Sandhausen. Viktor terminou a temporada com sete gols em 28 jogos, com o St. Pauli a assumir o 14º lugar na tabela classificativa.

#### Retorno ao Brighton
Terminado o empréstimo, Gyökeres retornou ao Brighton. Em 17 de setembro de 2020, Gyökeres marcou o seu primeiro (e único) gol pelos Seagulls numa goleada por 4–0 contra o Portsmouth, válida pela Copa da Liga Inglesa.

#### Empréstimo ao Swansea City
Em 2 de outubro de 2020, Gyökeres voltou a ser emprestado, desta vez ao Swansea City, da Championship, até o final da temporada 2020–21.
Realizou sua estreia pelo clube um dia depois, entrando como substituto numa vitória em casa por 2–1 contra o Millwall. Viktor marcou o seu primeiro (e único) gol pelo Swansea no dia 9 de janeiro de 2021 — o segundo tento numa vitória fora de casa por 2–0 contra o Stevenage, válida pela 3ª rodada da Copa da Inglaterra. Já no dia 14 de janeiro, tendo disputado 12 jogos e marcado apenas um gol pelos Swans, seu empréstimo foi cancelado pelo Brighton.

### Coventry City
Em 15 de janeiro de 2021, Gyökeres foi novamente emprestado pelo Brighton, desta vez ao Coventry City. Quatro dias depois, estreou pelo clube como titular numa derrota fora de casa por 3–0 contra o Reading, sendo substituído aos 59 minutos de jogo. A 27 de janeiro, Viktor marcou na sua primeira partida em casa — o primeiro tento numa vitória por 2–0 contra o Sheffield Wednesday. O sueco terminou a temporada com três gols em 19 partidas disputados pelo Coventry, e viu a equipe terminar na 16ª posição da tabela classificativa.
Em 9 de julho de 2021, o Coventry contratou Gyökeres permanentemente, tendo o jogador assinado um contrato de três anos com os Sky Blues. A 8 de agosto, Viktor marcou no jogo de abertura do Coventry no Championship 2021–22, empatando o jogo contra o Nottingham Forest, no que acabou por ser uma vitória por 2–1 para os Sky Blues. Na temporada 2021–22, Gyökeres marcou 17 gols em 45 jogos no Championship, e o Coventry City terminou em 12º lugar na classificação.
Na temporada 2022–23, Viktor foi eleito o melhor jogador do Championship no mês de novembro, após ter marcado quatro gols em quatro jogos, correspondendo a quatro vitórias consecutivas para o Coventry City.

### Sporting

#### 2023–24
Após se destacar no Coventry City, Gyökeres foi anunciado no dia 13 de julho de 2023 pelo Sporting, assinando contrato até 2028. O clube pagou 20 milhões de euros pelo jogador (mais quatro milhões de euros de bônus), se tornando assim a contratação mais cara da história do clube. A cláusula de rescisão foi fixada em 100 milhões de euros.
Gyökeres teve uma estreia muito positiva. Na rodada inaugural da Primeira Liga, o sueco foi titular na equipe comandada por Ruben Amorim e marcou o seu primeiro gol aos 14 minutos. Um minuto depois, voltou a colocar a bola no fundo das redes, concluindo a sua estreia oficial pelo Sporting com um "bis", numa vitória por 3–2 contra o Vizela.
Na principal divisão do futebol português, o jogador teve um impacto imediato. Rapidamente tornou-se a principal referência ofensiva dos Leões e começou a marcar gols com regularidade. Os seus tentos contribuíram para manter a equipa na liderança do campeonato, embora o clube de Lisboa tenha sofrido um revés na 11.ª rodada, ao ser derrotado pelo Benfica por 2–1 — partida em que Gyökeres marcou aos 45 minutos da primeira parte.
Apesar da derrota, o Sporting prosseguiu com uma série vitoriosa, com Gyökeres mantendo-se entre os artilheiros da competição. Na 14.ª rodada, contra o Porto, marcou um dos gols na vitória por 2–0. Duas rodadas depois, destacou-se ao distribuir três assistências num triunfo por 5–1 sobre o Estoril. Na 18.ª rodada, marcou mais dois gols (bis) numa goleada histórica por 8–0 contra o Casa Pia — uma das maiores da história do clube, e a maior da Liga.
A sua influência ofensiva continuou crescendo, e o sueco viria a alcançar o seu primeiro hat-trick na Primeira Liga em 17 de março de 2024, na 26.ª rodada, ao marcar três dos seis gols na goleada por 6–1 diante do Boavista. O seu último gol em clássicos ocorreu na 31.ª rodada, quando balançou as redes duas vezes no empate por 2–2 contra o Porto, no Estádio do Dragão.
Na rodada seguinte, contra o Portimonense, marcou mais um gol na vitória por 3–0, contribuindo para a conquista do 20º título de campeão nacional da história do Sporting — o segundo sob o comando de Rúben Amorim. Com 29 gols e 10 assistências, o centroavante participou diretamente em 39 dos 96 gols marcados pelo clube da capital. Dessa forma, terminou a competição como artilheiro.
Apesar do sucesso na Primeira Liga, Gyökeres não conseguiu manter o mesmo desempenho nas competições eliminatórias. Na Taça da Liga, o Sporting foi eliminado nas semifinais para o Braga. Ainda assim, o jogador conseguiu destacar-se logo na sua estreia, ao anotar um hat-trick na vitória por 4–2 diante do Farense.
Na Taça de Portugal, voltou a ser figura de destaque pelos seus gols. Em seis partidas, marcou seis tentos e foi o artilheiro, embora tenha deixado de marcar a partir do segundo jogo das semifinais contra o Benfica. Na final, disputada contra o Porto, o Sporting foi derrotado por 2–1 no prolongamento.
Viktor realizou sua estreia em competições europeias pelo Sporting em 21 de setembro de 2023. Na ocasião, marcou um gol na vitória por 2–1 contra o Sturm Graz, em partida disputada na Bélgica. O jogador voltou a marcar na rodada seguinte, desta vez contra a Atalanta, embora os Leões tenham sido derrotados pelo mesmo resultado da estreia. No terceiro jogo, contra o Raków, Gyökeres foi expulso aos oito minutos, e viria a marcar o seu último gol na fase de grupos na derradeira rodada, novamente contra os belgas.
Nos 16 avos-de-final, balançou as redes duas vezes em dois jogos contra o Young Boys, contribuindo decisivamente para a qualificação. No entanto, nas oitavas-de-final, Gyökeres não conseguiu voltar a marcar, e o Sporting foi eliminado após não conseguir vencer a Atalanta, sendo eliminado da competição com um resultado agregado de 3–2 a favor dos italianos.
Na temporada 2023–24, Viktor Gyökeres foi o primeiro da lista de jogadores com mais gols e assistências, tendo marcado 46 gols e dado 14 assistências. Com esses números extraordinários pela equipe de Lisboa, por pouco o centroavante sueco não foi o maior artilheiro da Europa; Gyökeres ficou atrás apenas dos atacantes Kylian Mbappé e Harry Kane, que marcaram 44 gols. Durante esta temporada, o jogador festejou a maioria dos gols fazendo uma máscara com as mãos e viu muitos torcedores recriarem esta comemoração, mesmo sem saber o significado. Gyökeres, depois da final da Taça de Portugal, explicou o significado da máscara através de um vídeo nas suas redes sociais, com a legenda "Nobody cared until I put on de mask" (Ninguém se importou até eu colocar a máscara). A frase pertence ao vilão Bane, do filme The Dark Knight Rises.

#### 2024–25
Gyökeres continuou seu momento de consolidação no Futebol Europeu na temporada seguinte. O atacante estreou na Primeira Liga, após perder a Supertaça para o Porto, de maneira avassaladora: nos primeiros cinco jogos, o sueco estufou as redes 10 vezes, incluindo um hat-trick na terceira rodada, diante do Farense.
Em novembro de 2024, somado todas as competições pelo Sporting e Seleção Sueca, o centroavante somava 33 gols em 25 partidas, e era isoladamente o artilheiro da Europa nesse período. Ao longo dos últimos meses do ano, o jogador tinha conseguido boas performances nas principais competições que disputava, tendo também feito seu primeiro poker-trick — da carreira e da temporada — contra o Estrela Amadora na 10ª rodada da Liga e um hat-trick contra o Manchester City na Liga dos Campeões.
Apesar de não conseguir concluir muitas das competições de Copa de maneira positiva, como quando perdeu a Supertaça ao Porto, a Taça da Liga ao Benfica nas penalidades e na Champions League diante o Borussia Dortmund ainda na fase de pré-oitavas, a campanha individual ainda era muito proveitosa, vide que ele conseguiu chegar muito longe em todas as copas nacionais e era o principal nome no ataque dos Leões. Dessa forma, passou a ter o nome fortemente ligado para outros times da Europa, tendo um foco a mais no Manchester United, pois os Diabos Vermelhos haviam contratado Ruben Amorim para assumir o cargo de treinador. Contudo, o comandante afirmou que não tiraria nenhum jogador do Sporting na janela de transferências do mês de janeiro e o sueco permaneceu em Portugal até o fim da temporada.
O restante da temporada foi novamente repleta de bolas na rede. Entre as rodadas 23 e 28, o sueco foi novamente o principal nome do ataque dos Leões e conseguiu marcar em nove partidas consecutivas. Após uma rodada sem balançar as redes, Gyökeres surpreendeu e marcou sete gols em apenas dois jogos: um hat-trick contra o Moreirense na 30ª rodada e um poker-trick contra o Boavista na partida seguinte. Com esse último jogo, o centroavante ultrapassou o goleador máximo da Europa naquele período, Mohamed Salah, e estava isolado na busca pela Chuteira de Ouro.
Mesmo sendo um goleador em um time quase invicto – concluiu a Liga com apenas duas derrotas –, o Benfica perseguia o Sporting ativamente, conquistando três pontos com a mesma frequência. Na penúltima rodada da Liga, os times se enfrentaram e empataram a partida em 1–1 e coube a Gyökeres dar uma assistência para Francisco Trincão abrir o placar ainda aos quatro minutos. O empate levou os clubes a disputarem o troféu nacional na última rodada e, após Pedro Gonçalves abrir o placar aos 55 minutos, o sueco acertou um chute de pé direito contra o Vitória de Guimarães que sacramentou o bicampeonato com uma eufórica comemoração – onde levou um cartão amarelo por tirar a camisa.
Após o gol, Gyökeres terminou a temporada com o troféu nacional e com o prêmio de Artilheiro do Campeonato ao fazer 39 tentos. Tais gols também deixaram o jogador na liderança na briga pela Bota de Ouro da UEFA, mas concluiu seus jogos antes de outros jogadores que ainda possuíam altas chances de ultrapassá-lo. No último jogo da La Liga, o atacante Kylian Mbappé marcou um doblete contra a Real Sociedad e atingiu a marca de 62 pontos (31 gols), superando os 58,5 pontos (39 tentos) feitos pelo sueco em Portugal. No entanto, não houvera nenhum outro jogador, além do francês, que somara mais pontos que Viktor na temporada.
Viktor também foi a duas finais nas Copas. Na Taça da Liga, marcou quatro gols em três jogos – garantindo também a artilharia –, mas viu o time ser superado na final diante o Benfica nas penalidades. Posteriormente, o atacante dedicou-se à Taça de Portugal e também conseguiu esse número de tentos até o findar da semifinal, onde venceram o Rio Ave. A decisão da competição marcaria o adeus do jogador do Sporting, pois muitos jornais europeus davam como certa sua saída da equipe.
Na final, Gyökeres viu o Benfica abrir o placar, mas coube a ele garantir o empate nos acréscimos do segundo tempo, em um gol de pênalti. Eventualmente, contemplou Conrad Harder e Francisco Trincão ampliarem o marcador e garantirem a dobradinha ao clube.
Ao findar desses jogos, o sueco foi novamente um singular goleador. Em 52 partidas marcou 54 gols e deu 13 assistências, fazendo com que ele estivesse ligado diretamente a 67 tentos do Sporting em toda temporada. Tais bolas na rede fizeram dele o artilheiro de todas as competições portuguesas na temporada.
Eventualmente, Gyökeres também se sagrou artilheiro da Liga das Nações da UEFA pela Suécia, e os dirigentes dos Leões passaram a cobrar um alto valor pela venda do seu principal atleta, o que desfez, supostamente, as negociações com outras equipes – que cogitaram oferecer 60 milhões de euros mais variáveis que podiam resultar em 70 milhões. Indignado com a ação dos representantes do clube, já que esse teria sido algo acordado entre os representantes do jogador e do time, o sueco demonstrou incômodo e estava disposto a não se reapresentar no Sporting pela atitude dos dirigentes — o que ocorreu em julho de 2025, enquanto Viktor via o Arsenal tentar a compra do artilheiro.

### Arsenal
Em 26 de julho de 2025, o Arsenal anunciou a contratação de Viktor Gyökeres. O jogador foi comprado por cerca de 63 milhões de euros (R$ 411,6 milhões) fixos, além de outros 10 milhões (R$ 65,3 milhões) em bônus, e assinou contrato até 2030 com o clube londrino. Gyökeres recebeu a lendária camisa 14, utilizada pelo francês Thierry Henry na década de 2000.

## Seleção Nacional

### Base
Viktor Gyökeres representou a Seleção Sueca nas categorias Sub-19 e Sub-21.
O atacante jogou regularmente pelos Sub-19 da Suécia durante a qualificação para o Euro Sub-2019 de 2017, marcando duas vezes, incluindo o gol da vitória sobre a Itália que qualificou os nórdicos para o torneio pela primeira vez. Foi então convocado para o torneio, que se realizou na Geórgia. Viktor marcou nas três partidas da fase de grupos, mas, mesmo assim, a Suécia não avançou para a fase a eliminar. Com três gols marcados, recebeu a Chuteira de Ouro do torneio, compartilhada com os ingleses Ben Brereton e Ryan Sessegnon e com o holandês Joël Piroe.

### Principal
Em 8 de janeiro de 2019, Gyökeres fez a sua estreia pela Seleção Sueca principal numa derrota por 1–0 para a Finlândia. Três dias depois, Viktor marcou o seu primeiro gol pela Suécia, num empate por 2–2 contra a Islândia.
Em outubro de 2021, após marcar nove gols em 11 jogos do Championship pelo Coventry, Gyökeres foi convocado pela Suécia para substituir Zlatan Ibrahimović nos jogos das eliminatórias para a Copa do Mundo de 2022, contra Kosovo e Grécia. Viktor foi usado como substituto, entrando aos 91 minutos contra Kosovo e aos 87 minutos contra os gregos. Os suecos venceram ambas as partidas por 3–0 e 2–0, respetivamente.

#### Liga das Nações B de 2022–23
Gyökeres passou a ser frequentemente convocado para a Liga das Nações da UEFA B de 2022–23. Na péssima campanha dos suecos em seu grupo, o atacante marcou apenas um gol na derrota por 3–2 diante a Noruega e viu a Seleção figurar na última colocação e ser rebaixada para Liga das Nações C da próxima edição.
Seu sucesso em solo português levou Viktor a continuar entre os convocados, assumindo uma função cada vez mais relevante na Seleção, especialmente fazendo uma dupla muito ofensiva com Alexander Isak – destaque da Premier League. Juntos, porém, eles não conseguiram classificar o país à Euro 2024, mas Gyökeres balançou as redes nas Eliminatórias diante da Estônia, Azerbaijão e Bélgica no ano de 2023. Um ano depois, em um amistoso, marcou contra Portugal em uma derrota por 5–2.

#### Liga das Nações C de 2024–25
No seu momento mais goleador na Europa, Gyökeres brilhou também na Liga das Nações da UEFA C de 2024–25. A jogar numa divisão equivalente à terceira, mostrou-se superior contra os adversários e mandou a bola às redes em cinco dos seis jogos disputados. O seu maior momento veio na despedida da Liga, quando fez um poker-trick contra o Azerbaijão, garantindo-se como o artilheiro da competição com nove gols — um acima de Cristiano Ronaldo, que levantou o troféu com Portugal na Liga A.

## Vida pessoal
Viktor Gyökeres é de origem húngara. O jogador mantém um relacionamento com Inês Aguiar, uma atriz portuguesa.

## Estatísticas

### Clubes
Atualizadas até 27 de abril de 2025
| Clube                  | Temporada         | Campeonato        | Campeonato | Campeonato | Taça  | Taça | Taça da Liga | Taça da Liga | Competições Continentais | Competições Continentais | Outros | Outros | Total | Total |
| Clube                  | Temporada         | Divisão           | Jogos      | Gols       | Jogos | Gols | Jogos        | Gols         | Jogos                    | Gols                     | Jogos  | Gols   | Jogos | Gols  |
| ---------------------- | ----------------- | ----------------- | ---------- | ---------- | ----- | ---- | ------------ | ------------ | ------------------------ | ------------------------ | ------ | ------ | ----- | ----- |
| Brommapojkarna         | 2015              | Superettan        | 8          | 0          | 4     | 3    | —            | —            | —                        | —                        | —      | —      | 12    | 3     |
| Brommapojkarna         | 2016              | Division 1        | 19         | 7          | 6     | 2    | —            | —            | —                        | —                        | —      | —      | 25    | 9     |
| Brommapojkarna         | 2017              | Superettan        | 29         | 13         | 1     | 0    | —            | —            | —                        | —                        | —      | —      | 30    | 13    |
| Brommapojkarna         | Total             | Total             | 56         | 20         | 11    | 5    | —            | —            | —                        | —                        | —      | —      | 67    | 25    |
| Brighton & Hove Albion | 2017–18           | Premier League    | 0          | 0          | 0     | 0    | 0            | 0            | —                        | —                        | —      | —      | 0     | 0     |
| Brighton & Hove Albion | 2018–19           | Premier League    | 0          | 0          | 4     | 0    | 1            | 0            | —                        | —                        | —      | —      | 5     | 0     |
| Brighton & Hove Albion | 2019–20           | Premier League    | 0          | 0          | 0     | 0    | 0            | 0            | —                        | —                        | —      | —      | 0     | 0     |
| Brighton & Hove Albion | 2020–21           | Premier League    | 0          | 0          | 0     | 0    | 3            | 1            | —                        | —                        | —      | —      | 3     | 1     |
| Brighton & Hove Albion | Total             | Total             | 0          | 0          | 4     | 0    | 4            | 1            | —                        | —                        | —      | —      | 8     | 1     |
| St. Pauli (emp.)       | 2019–20           | 2. Bundesliga     | 26         | 7          | 2     | 0    | 0            | 0            | —                        | —                        | —      | —      | 28    | 7     |
| Swansea City (emp.)    | 2020–21           | Championship      | 11         | 0          | 1     | 1    | 0            | 0            | —                        | —                        | —      | —      | 12    | 1     |
| Coventry City (emp.)   | 2020–21           | Championship      | 19         | 3          | 0     | 0    | 0            | 0            | —                        | —                        | —      | —      | 19    | 3     |
| Coventry City          | 2021–22           | Championship      | 45         | 17         | 2     | 1    | 0            | 0            | —                        | —                        | —      | —      | 47    | 18    |
| Coventry City          | 2022–23           | Championship      | 46         | 21         | 1     | 1    | 0            | 0            | —                        | —                        | 3      | 0      | 50    | 22    |
| Coventry City          | Total             | Total             | 91         | 38         | 3     | 2    | 0            | 0            | —                        | —                        | 3      | 0      | 97    | 41    |
| Sporting               | 2023-2024         | Primeira Liga     | 33         | 29         | 6     | 6    | 2            | 3            | 9                        | 5                        | —      | —      | 50    | 43    |
| Sporting               | 2024-2025         | Primeira Liga     | 30         | 38         | 6     | 4    | 3            | 4            | 8                        | 6                        | 1      | 0      | 48    | 52    |
| Sporting               | Total             | Total             | 63         | 67         | 12    | 10   | 5            | 7            | 17                       | 11                       | 1      | 0      | 98    | 95    |
| Total na carreira      | Total na carreira | Total na carreira | 266        | 125        | 33    | 16   | 9            | 8            | 17                       | 11                       | 4      | 0      | 329   | 161   |

1. ↑  Jogos nos play-offs do Championship
2. ↑  Jogou na Supertaça Cândido de Oliveira

### Seleção Sueca
Atualizadas até 5 de dezembro de 2024
| Ano   | Jogos | Gols |
| ----- | ----- | ---- |
| 2019  | 2     | 1    |
| 2020  | 0     | 0    |
| 2021  | 2     | 0    |
| 2022  | 7     | 1    |
| 2023  | 8     | 3    |
| 2024  | 7     | 10   |
| Total | 26    | 15   |

| N.º | Encontro               | Local                                                | Oponente   | Placar | Resultado | Competição                       | Ref.    |
| --- | ---------------------- | ---------------------------------------------------- | ---------- | ------ | --------- | -------------------------------- | ------- |
| 1   | 11 de janeiro de 2019  | Estádio Internacional Khalifa, Doha, Catar           | Islândia   | 1–1    | 2–2       | Amigável                         | [ 123 ] |
| 2   | 12 de junho de 2022    | Estádio Ullevaal, Oslo, Noruega                      | Noruega    | 2–3    | 2–3       | Liga das Nações 2022–23 - Liga B | [ 124 ] |
| 3   | 27 de março de 2023    | Friends Arena, Solna, Suécia                         | Azerbaijão | 3–0    | 5–0       | Qualificatória EURO 2024         | [ 125 ] |
| 4   | 9 de setembro de 2023  | A. Le Coq Arena, Tallinn, Estónia                    | Estónia    | 1–0    | 5–0       | Qualificatória EURO 2024         | [ 126 ] |
| 5   | 16 de outubro de 2023  | Estádio Rei Balduíno, Bruxelas, Bélgica              | Bélgica    | 1–0    | 1–1       | Qualificatória EURO 2024         | [ 127 ] |
| 6   | 21 de março de 2024    | Estádio D. Afonso Henriques, Guimarães, Portugal     | Portugal   | 1–4    | 2–5       | Amigável                         | [ 128 ] |
| 7   | 5 de setembro de 2024  | Estádio Republicano Tofiq Bahramov, Bacu, Azerbaijão | Azerbaijão | 3–0    | 3–1       | Liga das Nações 2024–25 - Liga C | [ 129 ] |
| 8   | 8 de setembro de 2024  | Friends Arena, Solna, Suécia                         | Estónia    | 1–0    | 3–0       | Liga das Nações 2024–25 - Liga C | [ 130 ] |
| 9   | 8 de setembro de 2024  | Friends Arena, Solna, Suécia                         | Estónia    | 3–0    | 3–0       | Liga das Nações 2024–25 - Liga C | [ 130 ] |
| 10  | 14 de outubro de 2024  | A. Le Coq Arena, Tallinn, Estónia                    | Estónia    | 3–0    | 3–0       | Qualificatória EURO 2024         | [ 131 ] |
| 11  | 16 de novembro de 2024 | Friends Arena, Solna, Suécia                         | Eslováquia | 1–0    | 2–1       | Qualificatória EURO 2024         | [ 132 ] |
| 12  | 19 de novembro de 2024 | Friends Arena, Solna, Suécia                         | Azerbaijão | 2–0    | 6–0       | Liga das Nações 2024–25 - Liga C | [ 133 ] |
| 13  | 19 de novembro de 2024 | Friends Arena, Solna, Suécia                         | Azerbaijão | 3–0    | 6–0       | Liga das Nações 2024–25 - Liga C | [ 133 ] |
| 14  | 19 de novembro de 2024 | Friends Arena, Solna, Suécia                         | Azerbaijão | 5–0    | 6–0       | Liga das Nações 2024–25 - Liga C | [ 133 ] |
| 15  | 19 de novembro de 2024 | Friends Arena, Solna, Suécia                         | Azerbaijão | 6–0    | 6–0       | Liga das Nações 2024–25 - Liga C | [ 133 ] |

## Títulos
Brommapojkarna
- Superettan: 2017[134]

Sporting
- Primeira Liga: 2023–24 e 2024–25
- Taça de Portugal: 2024–25

### Prêmios
- Chuteira de Ouro da Campeonato Europeu Sub-19: 2017[105]
- Jogador do Mês da Primeira Liga: outubro de 2023, novembro de 2023, dezembro de 2023 e janeiro de 2024[135]
- Guldbollen: 2024[136]

### Artilharias
- Campeonato Europeu de Futebol Sub-19 de 2017 (3 gols)
- Primeira Liga de 2023–24 (29 gols)
- Taça de Portugal de 2023–24 (6 gols)
- Primeira Liga de 2024–25 (39 gols)[12]
- Taça da Liga de 2024–25 (4 gols)
- Taça de Portugal de 2024–25 (5 gols)
- Liga das Nações da UEFA de 2024–25: (9 gols)